# Freddy und die Melodie der Nacht
Freddy und die Melodie der Nacht ist ein deutscher Spielfilm von Wolfgang Schleif aus dem Jahr 1960.

## Handlung
Freddy arbeitet nachts in West-Berlin als Taxifahrer. Er bringt eine Frau zum Flughafen und nimmt dort zwei Männer als neue Kunden auf. Es handelt sich um Willi Bremer und Karl Bachmann, die an dem Tag einen Lohngeldtransporter überfallen und den Wachmann dabei schwer verletzt haben. An das Geld sind sie dennoch nicht gekommen, hatte der Wachmann doch eine Waffe bei sich und konnte beide in die Flucht schlagen. Willi und Karl wollen in der Nacht nach Düsseldorf fliehen, doch fehlen ihnen für die Tickets noch 50 DM. Der Flug soll in einigen Stunden gehen. Sie fahren mit Freddy mit, der jedoch während der Fahrt hält und einem mit dem Wagen liegengebliebenen Kollegen mit seinen letzten 50 DM für Sprit aushilft. Beide steigen aus und überlegen sich einen neuen Plan, wie sie zu Geld kommen könnten.
Freddy macht einige Fuhren und trifft immer wieder auf die Studentin Inge, die sich nebenbei Geld als Blumenmädchen verdient und dabei in den verschiedensten Nachtclubs auftaucht. Freddy wiederum hat in Direktor Wendlandt einen Fahrgast, der jeden Club der Stadt am liebsten an einem Abend besuchen will. Freddy macht an Frau Bremers Würstchenbude halt, wo er neben Inge auch seinen Kollegen Paul Kalinke trifft. Der hat fast Feierabend und Freddy vermittelt ihm ein Pärchen, das nach Wedding gebracht werden will, wo auch Paul wohnt. So würde dessen Fuhre genau vor seiner Haustüre enden. Paul jedoch macht nach der letzten Fuhre nicht Schluss, sondern lässt sich von Willi und Karl überreden, beide noch in abgelegenere Gegenden zu fahren. Als sie vor Zuschauern sicher sein können, überfallen beide Männer Paul während der Fahrt, nehmen sein Fahrgeld an sich und lassen den schwer blutenden Mann im Wagen zurück. Paul wird wenig später von der Polizei entdeckt und in ein Krankenhaus gebracht.
Von Wendlandt hat Freddy ein Pistolenmagazin bekommen, das dieser auf der Rückbank des Taxis gefunden hat. Karl hatte es im Wagen verloren. Freddy und Inge bringen Wendtlandt später nach Hause und besuchen die Verlobungsfeier von Freddys Chef. Willi und Karl sind dem Taxi bereits auf der Spur, wissen sie doch, dass das Magazin die Polizei auf ihre Fährte locken könnte. Ein Mordversuch an Freddy schlägt fehl.
Auf der Heimfahrt vom Polterabend hören Freddy und Inge im Autoradio von dem Überfall auf Paul. Freddy macht sich Vorwürfe, da er die letzte Fuhre nach Wedding vermittelt hat. Freddy und Inge fahren zur Polizei, wo Freddy das Magazin abgibt und die möglichen Täter beschreibt. Anschließend gehen sie zu Inge, die bei Frau Bremer zur Untermiete wohnt. Inge und er unterhalten sich in Frau Bremers Wohnung und Freddy weiß nicht, dass Willi Frau Bremers Sohn ist. Inge wiederum kennt Willi, weiß jedoch nicht, dass er einer der gesuchten Täter ist. Als sich Freddy von Inge verabschiedet, sieht er auf der gegenüberliegenden Straßenseite Will und Karl. Beide verschwinden in eine Bar und Freddy holt Inge, die die beiden im Auge behalten soll. Sie erkennt Willi und hält beide nicht auf, als sie fliehen. Freddy wiederum tut nur die herzkranke Frau Bremer leid. Er alarmiert die Polizei und nimmt anschließend die Verfolgung der beiden Täter auf.
Inge hilft der Polizei schließlich, Freddys Wagen und den der Täter zu beschreiben, sodass eine Fahndungsmeldung erfolgen kann. Diese endet an einem Güterbahnhof. Willi wird bei der Flucht über die Gleise von einem Zug erfasst und getötet. Karl kann festgenommen werden. Frau Bremer, die immer glaubte, dass sie ihren verzogenen Sohn kennt, ist erschüttert.
Wenig später gehen Inge und Freddy spazieren. Ein Polizist hält an ihrer Seite und berichtet Freddy, dass es Paul bereits besser gehe. Freddy ist erleichtert und geht gemeinsam mit Inge davon.

## Produktion
Freddy und die Melodie der Nacht war der dritte einer Reihe von Freddy-Filmen mit Freddy Quinn in der Hauptrolle. Der Film wurde von Februar bis März 1960 unter dem Arbeitstitel Freddys Melodie der Nacht in Berlin und im Ufa-Atelier Berlin-Tempelhof gedreht. Die Kostüme schuf Eva-Maria Schröder, die Filmbauten stammen von Gabriel Pellon und Peter Röhrig. Der Film erlebte am 28. April 1960 in der Essener Lichtburg seine Premiere. Freddy Quinn singt im Film die Lieder Melodie der Nacht und Irgendwann gibts ein Wiedersehn.

## Kritik
„Serielle Schlagerunterhaltung mit dem seinerzeit sehr populären Freddy Quinn“, schrieb der film-dienst.